# Hans von Peschke

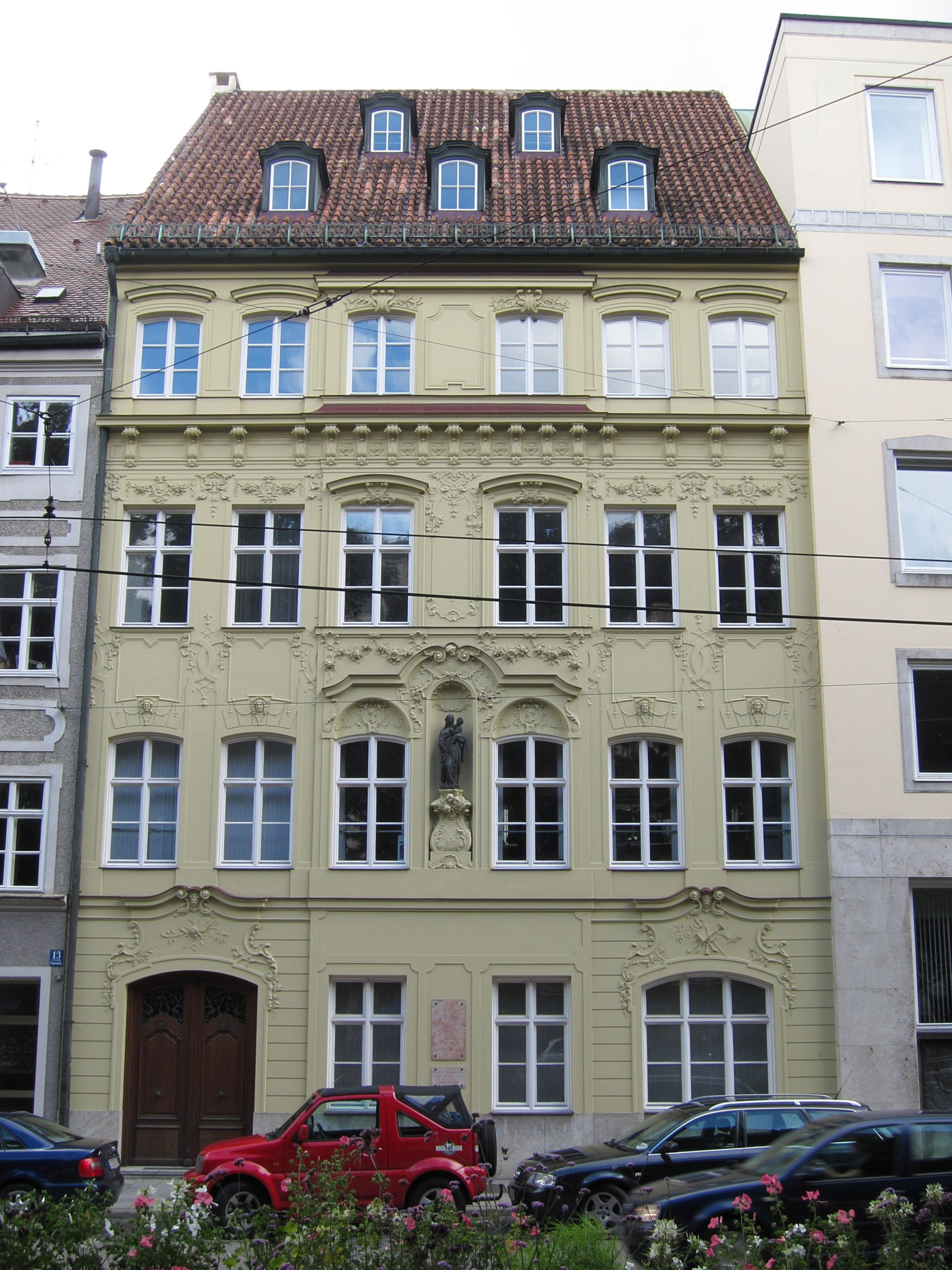
Gunetzrhainerhaus, Rekonstruktion 1959–1961

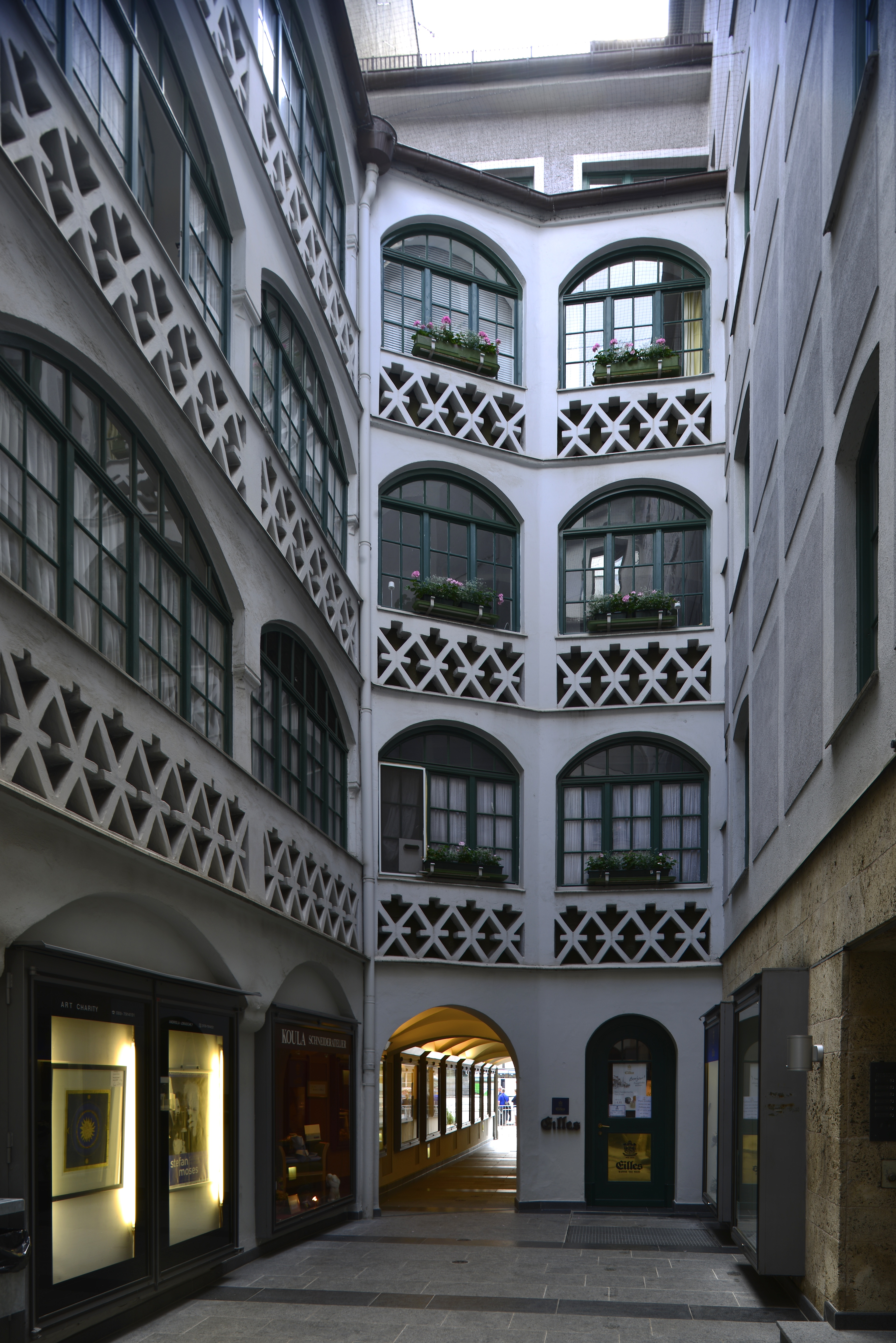
Innenhof und Passage der Residenzstraße 13, Renovierung 1971

Hans Walter Max von Peschke (* 30. Januar 1927 in Bremen; † 15. November 2006 in München) war ein deutscher Architekt, der seit dem Wiederaufbau in München tätig war.

## Leben
Hans von Peschke war der Sohn des Hermann von Peschke, Polizeibeamter (Major), und dessen erster Ehefrau Ilse Meyboden. Er hatte eine ältere Schwester Ruth. Sein Großvater Hans von Peschke war zuletzt Generalmajor a. D.
1949 begann von Peschke ein Studium bei Hans Döllgast an der Technischen Hochschule München. Aus Geldmangel machte er sich nach dem zweiten Semester selbstständig; die Berufsbezeichnung „Architekt“ war noch nicht geschützt. 1950 führte er seinen ersten Auftrag an der Max-Joseph-Straße aus. Bald darauf plante er sein eigenes Haus mit Architekturbüro in Neuhausen-Nymphenburg, das 1952 bezogen wurde.
1955 plante er für Otto Zierer die Villa Zierer in Gräfelfing. Von Peschke verband Ideen des Neuen Bauens und der Architektur der Wirtschaftswunderzeit. 1958 plante er in Augsburg die große Buntweberei Riedinger - Kleiderfabrik und für die Deutsche Bank den Umbau ihrer Augsburger Filiale. Ebenfalls für die Deutsche Bank rekonstruierte er von 1959 bis 1961 die Fassade des Gunetzrhainerhauses in München.
1971 leitete er die Renovierung des Gebäudes Residenzstraße 13 in München.

## Privates
1950 heiratete er Gertrud Pürckhauer (1929–2015); ihr gemeinsamer Sohn ist Hans-Peter von Peschke.